# 丹霞镇
丹霞镇，是中华人民共和国贵州省六盤水市盘州市下辖的一个乡镇级行政单位。
2015年6月4日，贵州省人民政府批复同意盘县乡镇行政区划调整，新设置的丹霞镇辖原水塘镇、原板桥镇板桥居委会、山寨村、李家湾村、赵官屯村、背阴箐村、梅子冲村、顺居屯村地域，镇人民政府驻水塘村。

## 行政区划
丹霞镇下辖以下地区：
板桥社区、三寨村、李家湾村、梅子冲村、背阴箐村、赵官屯村、顺居屯村、水塘社区、水塘村、郭官村、黄泥田村、前所村、木龙村、桃园村、荒坝村、外山岚村、里山岚村、铁厂村、核桃树村、沙地坡村、苍蒲坑村和坪川村。